# Коскороба
Коскороба (лат. Coscoroba coscoroba) — водоплавающая птица семейства утиных. Единственный вид рода Coscoroba.

## Описание
Коскоробы напоминают лебедей, но меньше их в размерах. Тем не менее, это крупные птицы: их средняя масса — 4,2 кг, длина — 1 м, размах крыльев — 1,57 м.
Окраска коскоробы — белая с черными перьями на концах крыльев, клюв и ноги — красные. Половой диморфизм не выражен.

## Распространение
Коскоробы живут в Южной Америке. Регион размножения — от южной части Чили и центральной Аргентины до провинции Тьерра-дель-Фуэго в Чили и Фолклендских островов. Зимой птицы перелетают на север в центральную Чили, северную Аргентину, Уругвай и юго-восточную часть Бразилии.
Среда обитания — покрытые растительностью болота и лагуны. Питается коскороба главным образом травой и маленькими водорослями, иногда мидиями или рыбой. Популяция оценена в 100 000 птиц.
Пока самки высиживают яйца, самцы охраняют гнёзда. После вылупления самцы защищают птенцов от хищников. Коскороба живёт примерно до 20 лет.